# Просековский сельсовет
Просе́ковский сельсове́т — муниципальное образование со статусом сельского поселения в Варгашинском районе Курганской области Российской Федерации.
Административный центр — село Большое Просеково.
Законом Курганской области от 4 марта 2020 года № 6 Ошурковский, Просековский и Терпуговский сельсоветы были присоединены к Верхнесуерскому сельсовету.

## История
В соответствии с Законом Курганской области от 6 июля 2004 года № 419 сельсовет наделён статусом сельского поселения.

## Население
| 1926 | 1989 | 2002 | 2010 | 2012 | 2013 | 2014 |
| ---- | ---- | ---- | ---- | ---- | ---- | ---- |
| 1771 | ↘962 | ↘529 | ↘448 | ↘447 | ↗454 | ↗470 |
| 2015 | 2016 | 2017 | 2018 | 2019 | 2020 |      |
| ↘461 | ↘449 | ↘437 | ↗453 | ↘447 | →447 |      |

## Состав сельского поселения
| № | Населённый пункт  | Тип населённого пункта       | Население |
| - | ----------------- | ---------------------------- | --------- |
| 1 | Большое Просеково | село, административный центр | ↘440      |
| 2 | Бородино          | деревня                      | ↘8        |